# The Sweatbox
The Sweatbox es una película documental estadounidense de 2002 dirigida por Trudie Styler diseñada para mostrar imágenes detrás de escena de Kingdom of the Sun (la versión original de The Emperor's New Groove). Ilustraba la lenta y dolorosa transformación de Kingdom of the Sun a The Emperor's New Groove, incluyendo los puntos de vista del director Roger Allers, el músico Sting, los artistas y el elenco de voces consternados por la nueva dirección. El tema principal de la película son los conflictos creativos y ejecutivos.

## Trama
En 1997, el director Roger Allers le pide al cantautor británico Sting que le ayude a escribir la música de una nueva película animada de Disney titulada Kingdom of the Sun (El Reino del Sol). Está intrigado con el proyecto, al igual que el elenco y el equipo, quienes expresan su amor por la historia épica, las canciones y el tono peculiar que está tomando. Luego, el equipo presenta lo que han terminado hasta ahora a los productores ejecutivos Thomas Schumacher y Peter Schneider en la sala donde proyectan su producto a medio terminar, y que da su particular título al documental. Sin embargo, los productores están muy insatisfechos y exigen que se rehaga la película, aunque confiesan que les gustó la "canción de amor" y la "canción de la llama".
Allers y el equipo están desconcertados porque sienten que todo su arduo trabajo ha sido en vano. Ellos inventan una nueva trama, aunque los animadores están preocupados por la nueva dirección y a muchos les preocupa que su contribución no llegue a la película final. Mark Dindal asume las funciones de dirección con el título ahora ligeramente cambiado a Kingdom in the Sun (El Reino en el Sol). Una de las estrellas de la película, Owen Wilson, es reemplazada por John Goodman y la historia al estilo de "El príncipe y el mendigo" con elementos mágicos es reemplazada por una farsa cómica. Esto termina ganando la aprobación de Schneider y Schumacher, aunque Sting está un poco molesto por los nuevos cambios.
Sting continúa trabajando en la película, aunque siente que su papel se ha reducido un poco. Sin embargo, sus quejas sobre el final de la película (que iba en contra de sus creencias conservacionistas) en realidad logran llegar a los altos mandos que están de acuerdo con alterar ligeramente el final. Más tarde descubre que el título ha sido cambiado una vez más a The Emperor's New Groove (El emperador y sus locuras en España / Las locuras del emperador en Hispanoamérica). Si bien al principio es indiferente al título, se entusiasma con él una vez que ve un clip del producto casi terminado. El documental termina con Don Hahn admitiendo que, a pesar del arduo trabajo y los desacuerdos sobre el proyecto, está mayormente satisfecho con el resultado.

## Fondo
A Trudie Styler, una documentalista, se le permitió filmar la producción de Kingdom of the Sun / The Emperor's New Groove como parte del trato que originalmente trajo a su esposo Sting al proyecto. Como resultado, Styler grabó en el documental gran parte de la lucha, la controversia y los problemas que surgieron al hacer la película (incluido el momento en que el productor Fullmer llamó a Sting para informar a la estrella del pop que sus canciones estaban siendo eliminadas de la película). Disney posee los derechos del documental y no lo ha lanzado en video casero o DVD.
El nombre se debe a la sala de proyecciones del estudio de Disney en Burbank, que cuando se instaló originalmente "no tenía aire acondicionado, lo que hacía que los animadores sudaran mientras se criticaba su duro trabajo". El "proceso de revisión de la animación a medida que se desarrolló" se conoció como Sweatbox, y como el documental trataba sobre "el proceso de hacer una película animada", se eligió el término como título. Este documental sobre el "making of" fue codirigido por Styler y John-Paul Davidson.
Una revisión de MotionPictureComics.com explica la trama: Mientras que "los primeros treinta a cuarenta minutos de The Sweatbox se desarrollan como uno podría esperar de cualquier mirada en profundidad a la realización de una película animada" ... alrededor de los cuarenta minutos, somos testigos del fatídico día en el que se proyecta un primer corte de la película para los directores de Disney Feature Animation, Thomas Schumacher y Peter Schneider. Odian la película, declaran que no está funcionando y comienzan un proceso de desecho total y reinvención de grandes porciones de la historia. Los personajes se cambian por completo... se reemplazan los actores de voz y se cambia toda la historia ". Dorse A. Lanpher dijo que la película "documenta el dolor y la angustia de las maniobras para conseguir que Kingdom of the Sun/The Emperor's New Groove sea hecha película.
La cinta de 95 minutos, que originalmente se suponía que iba a ser lanzada a principios de 2001, fue modificada en su lugar para ser incluida como una característica adicional en el lanzamiento del DVD de The Emperor's New Groove. Una versión de la película aprobada por Disney recibió un estreno mundial en el Festival Internacional de Cine de Toronto el 13 de septiembre de 2002. También tuvo una breve exhibición en el Loews Beverly Center Cineplex de Los Ángeles "en una proyección no publicada de una semana para ser elegible para una nominación al Premio de la Academia". Además de esto, la película también "se mostró en el teatro Enzian en Orlando como parte del Festival de Cine de Florida".

## Recepción
La película tiene una calificación del 100% en Rotten Tomatoes, basada en seis reseñas.
Según Wade Sampson, escritor del personal de MousePlanet que asistió a una proyección, cada vez que Tom Schumacher o Peter Schneider (entonces presidente de Disney Feature Animation y presidente de Disney Studios respectivamente) estaban en la pantalla, "hubo aullidos de la audiencia que estaban compuestos en parte de animadores de Disney Feature Animation Florida ". Dice que "los dos ejecutivos parecían unos matones nerds que realmente no parecían saber lo que estaba pasando cuando se trataba de animación", y que "eran innecesariamente hirientes y estaban llenos de un discurso políticamente correcto". Añade que queda en manos del espectador decidir si esta impresión se debe a la edición o a un "notable vistazo veraz". Sampson agrega: "Rara vez se ha sorprendido a los artistas de manera tan evocadora por el miedo a los ejecutivos, o se ha retratado a los ejecutivos como tan desorientados en cuanto a cómo tratar con los artistas, cómo resolver los problemas de la historia y cómo entender lo que el público quería". Dice que "los partidarios de la visión original de Allers todavía sienten que si le hubieran dado el tiempo, el dinero y el apoyo que la película habría sido una obra maestra", pero "en lugar del más ambicioso Kingdom of the Sun, Disney Studio decide para ir con una película supuestamente más comercial que incorpora algunos de los mismos personajes y ubicación, The Emperor's New Groove ".
Aunque la película en su forma completa se mantuvo en secreto durante aproximadamente una década, el 21 de marzo de 2012 fue filtrada en línea por un dibujante de dieciocho años en el Reino Unido.
Después de que el documental se filtró en línea, Amid Amidi de Cartoon Brew dio el siguiente análisis de la película:

"The Sweatbox es a su vez exasperante, hilarante e instructivo. Te sentirás avergonzado de simpatía por los artistas de Disney al ver la gran incompetencia burocrática que tuvieron que soportar mientras trabajaban en el estudio en la década de 1990. La película no solo captura la torturada transformación de "Kingdom of the Sun" en "The Emperor's New Groove", sino que también sirve como un documento histórico invaluable sobre las operaciones de animación de Disney a fines de la década de 1990. Si queda alguna pregunta sobre por qué Disney fracasó creativamente y entregó su corona de animación a Pixar y  DreamWorks, esta película las responderá.

## Apariciones
- Mark Dindal
- Sting
- Roger Allers
- Andreas Deja
- David Spade
- Patrick Warburton
- Eartha Kitt
- John Goodman
- Thomas Schumacher
- Roy E. Disney
- David Hartley
- Randy Fullmer
- David Reynolds
- Peter Schneider
- Don Hahn
- Joe Ranft
- John Musker
- Ron Clements
- Gary Trousdale
- Kirk Wise
- Dale Baer
- Tony Bancroft
- Tom Jones
- Owen Wilson
- Marc Shaiman
- Bruce W. Smith
- John Debney